# 桂文枝

結三柏は、桂文枝一門の定紋である。

桂 文枝（かつら ぶんし）は、上方落語の名跡。現在は6代目。桂文治の名跡が東京に移ってからは、事実上、上方桂一門の止め名となっている。
なお「文枝」の名跡は、元は初代文枝の師匠であった上方4代目桂文治の以前の名前であるが、現在は代数に数えられていない。
文枝代々の紋は、漢字の「文」をあしらった（4つの「文」を丸くつなげた）文枝紋である。

## 初代
初代 桂 文枝（かつら ぶんし、1819年（文政2年） - 1874年（明治7年）4月2日）は、幕末から明治にかけての上方落語の落語家。本名同じ。明治維新で庶民の名字が許された際に、本名も桂文枝としたと推測されている。通称（あだ名）は「藤兵衛」。弟は桂文福といい、後に兄の通称（あだ名）の初代桂藤兵衛を名乗ったと伝わっている。
大阪市天王寺区の全慶院（浄土寺）から発見された墓碑に加え、子孫の所持していた過去帳により、出身や背景が『古今東西落語家事典』刊行（1989年）の時点では確認されていた。それによると、生家は大阪市中央区心斎橋近辺にあったとされる。文献では鍛冶職人と伝わっているが、子孫には家具職人と伝わり、道具も残されている。『古今東西落語家事典』は「写真・肖像画の存在は今のところ知らない」としていた。株式会社亘徳のウェブサイト「日本の墓」では、「掛け軸による肖像画も発見されている」とする。
上方3代目桂文治門下とする説と、上方4代目門下とする両説があるが、『古今東西落語家事典』は「三代目が早く世を去ったために四代目に預かりけられたのかもしれない」としている。1840年、笑福亭梅花の門人となり笑福亭万光（萬光）を名乗る。後、文治の門人に移って梅香となり、4代目文治の以前の名前を継ぐ形で文枝を名乗る。最初の読みは「フミエ」であったが、女と間違えられるため、「ブンシ」と読みを変えた。本来、実力から桂文治を襲名してもおかしくなかったが、文治代々が夭折したことを嫌って、敢えて文枝のままで襲名を行わなかったのだという。なお、「藤兵衛」というあだ名は、当時、藤兵衛という贔屓の旦那衆がこの文枝と容貌が瓜二つだったために、そう言われる様になったという。
上方落語中興の祖であり、当時流行していた唄や踊り交じりの派手な噺ではなく、素噺で評判を取った。この芸風は、2代目・3代目の文枝にも引き継がれてゆく。また、前座噺の『三十石』を大ネタに仕立て上げた人物でもある。この噺を質入して贔屓客が請け出したという伝説は長く伝わっている。また、あまりにも人気があったため、寄席の席亭が文枝の画像を床の間にかけて敬ったという逸話もある。
門人には、「四天王」として知られる、初代桂文三（後の2代目桂文枝、桂文左衛門）、初代桂文之助（後の2世曽呂利新左衛門）、初代桂文團治、2代目桂文都（後の2代目月亭文都）がいた。そのほかにも、初代桂文我、3代目桂文吾、初代桂文昇、初代桂談枝、2代目笑福亭木鶴、初代桂燕枝、3代目桂藤兵衛、軽口の笑福亭松右衛門らがいた。
江戸・上方ともに現在活躍している桂一門のほとんどが、この初代 桂文枝が始祖であり、直系一門2系統4流派のほか庶流として、初代桂文枝一門系譜→他派へ移籍または他派→初代文枝一門系譜へ移籍し桂の亭号・名跡を襲名した事例や、他派でありながら実父・養父など親類が初代文枝一門の系譜であるため桂の亭号・名跡を襲名した事例があり、今に至っている。
法名は、桂壽院善譽諦心文枝居士（けいじゅいんぜんよたいしんぶんしこじ）。墓所は全慶院。享年56。1880年の7回忌には、弟子らによって天王寺圓成院（別名遊行寺）にて記念法要が行われ、同所に上記の天王寺区全慶院のものとは別の墓も建てられている。その際、妻のサトは初代文三に2代目文枝の襲名を薦めたという。サトとの間には1男1女がいたが、サトは同年6月22日に没した。

## 2代目
2代目 桂 文枝（かつら ぶんし、1844年 - 1916年5月16日）は、後の桂文左衛門。
- 元は初代立川三木助、初代桂文三。本名は、渡辺儀助。享年72。

## 3代目
3代目 桂 文枝（かつら ぶんし、1864年 - 1910年12月24日）は、本名: 橋本亀吉。
大阪上本町の城代用達「橋本屋」の子として生まれるが、幼くして父と死別（一説には初代文枝の隠し子とも言われる）。近所に初代文枝が住んでおり、可愛がられたため、1869年頃に6歳（9歳とも）で入門。小文を名乗り、法善寺泉熊席で初高座。1874年、初代文枝が没し、兄弟子の2代目文枝門下に移る。1880年に初代桂小文枝を名乗り、旅興行へ出る。1886年に帰阪。1904年、2代目文枝が桂文左衛門を襲名、それをきっかけに3代目文枝を襲名。襲名に関しては、初代の遺言で襲名する事になったともいう。
芸風は地味で上品。持ちネタの豊富さは随一であったといい、『土橋万歳』『大丸屋騒動』『箒屋娘』『お文さん』『菊江仏壇』『千両蜜柑』などが十八番だった。また、山村流の舞踊や、笛・胡弓など、音曲の腕前も一流であった。
背中一面には刺青があり、その意外さに驚かれたという。その刺青を舞踊中にチラッと見せるのが特徴的であった。
3代目文枝の死後、上方落語の本流であった桂派は急激な衰えを見せ、興行形式も大八会や浪花落語反対派などの漫才・色物中心のものへと変化し、後の上方落語衰退の遠因となった。
法名：我友軒豊誉雀年性瑞居士。墓所は初代と同じ全慶院。享年47。

### 門下
- 2代目桂圓枝
- 初代桂歌之助
- 5代目桂文吾
- 4代目桂文枝
- 初代桂枝三郎
- 8代目桂文治

## 4代目
4代目 桂 文枝（かつら ぶんし、1891年1月29日 - 1958年3月16日）は、本名: 瀬崎米三郎。満67歳没。
大阪坂町の生まれ。生家は寄席だったという。4歳から歌舞伎の6代目嵐三五郎門下になり、子役として活躍するが、病弱のため廃業。1905年に15歳の時、3代目文枝門下となり、初代桂阿や免を名乗る（5月に入門したため）。
1910年に2代目桂枝三郎となるが、1921年、舞踊家として山村流7代目坂東三津五郎の弟子となり、初め坂東三津治、1932年、三之丞を名乗る。大正時代に入り旅回りが多くなり、橋本文司を名乗る。1932年からは満洲の新京（あるいは青島ともいう）で舞踊の教習所や、東北省長春で芸子相手に舞踊の師匠していたともいわれる。このころ2代目三遊亭百生も世話になっていたという。戦後は落語家に復帰し、橋本文司を再び名乗っていたが、1946年秋、4代目文枝を襲名。
経歴からも分かるように、舞踊は本格派で、噺を手早く切り上げて踊りを見せるのが常であった。妻が女義太夫の豊竹東昇（豊竹呂昇門下）であったため、落語と義太夫を合わせた「浄瑠璃落語」なるものを作り上げ、披露していた。舞踊の名人7代目三津五郎にしこまれたこともあって、桐の高下駄をはいて枡の上に片足で立って十数本の扇を広げる「松尽くし」に見られるような高度な技量の舞踊などをも得意としていた。三津五郎の後見もしていたが、晩年になると、役者時代の事は後輩にはあまり話さず、「わしは市川箱登羅の弟子で、猫登羅やった。」と、とぼけて周囲を笑わせていた。
ずぼらな点もあって、入れ歯の具合が悪くなり言語が不明瞭となっても全く意に介さなかった。5代目文枝は「入歯にのりつけるのがじゃまくさいんですな。・・・衣装なんかはきっちりしてるけど、かんじんのしゃべることについてはずぼらでしたな。」と証言している。（「上方芸能　93号」1986年11月　刊）
得意ネタには『小倉舟』『愛宕山』『蛸芝居』等をよく演じていた。
戦後は戎橋松竹にも出演。また「宝塚落語会」の指導者として、後進の指導にも当たった。門下には5代目桂文枝、3代目桂枝之助（後の俳優山本稔）らがいる。
法名: 釈文枝。墓所は一心寺納骨堂。

## 5代目以降
- 5代目桂文枝 - 上方落語四天王の一人。
- 6代目桂文枝 - 当代。